# J.B. Lenoir
J.B. Lenoir (Monticello (Mississippi), 5 maart 1929 - Urbana (Illinois), 29 april 1967) was een Amerikaanse bluesgitarist, -zanger en -liedjesschrijver, die ook bekend was onder de namen JB/KB Lenore.
Gedurende de jaren 1940 werkte Lenoir met bluesartiesten als Sonny Boy Williamson (Alex Miller) en Elmore James in de New York Inn in New Orleans, Louisiana. In 1949 verhuist Lenoir naar Chicago om te spelen met Memphis Minnie, Big Maceo en Muddy Waters. In de jaren 1950 neemt Lenoir diverse platen op bij verschillende labels in Chicago: Chess Records, JOB, Parrot en Checker. In jaren 1960 treedt Lenoir op in diverse plaatsen in Europa en speelt in 1965 op het American Folk Blues Festival in Engeland.
Hij veroorzaakte controverse met zijn song Eisenhower Blues, die al vlug werd heropgenomen als Tax Paying Blues, omdat het origineel uit de winkels werd genomen en omdat de republikeinse leiding van het radiostation in Chicago het nummer weigerde te spelen. Een aantal andere titels van zijn opgenomen songs: Born Dead, Carrie Lee, Don't Dog Your Woman, Don't Touch My Head, Feeling Good, Natural Man, Korea Blues en Vietnam Blues.
Lenoir raakte ernstig gewond bij een auto-ongeluk in 1966 en werd te vroeg uit het ziekenhuis ontslagen. Hierdoor overleed hij in 1967 in Urbana aan een hartaanval. Hij is begraven op de Salem Church Cemetery in Monticello, Mississippi.
Lenoir heeft grote invloed gehad op o.a. Engelse bluesmuzikanten als John Mayall, die meerdere songs heeft opgedragen aan hem.